# II З'їзд Народного Руху України

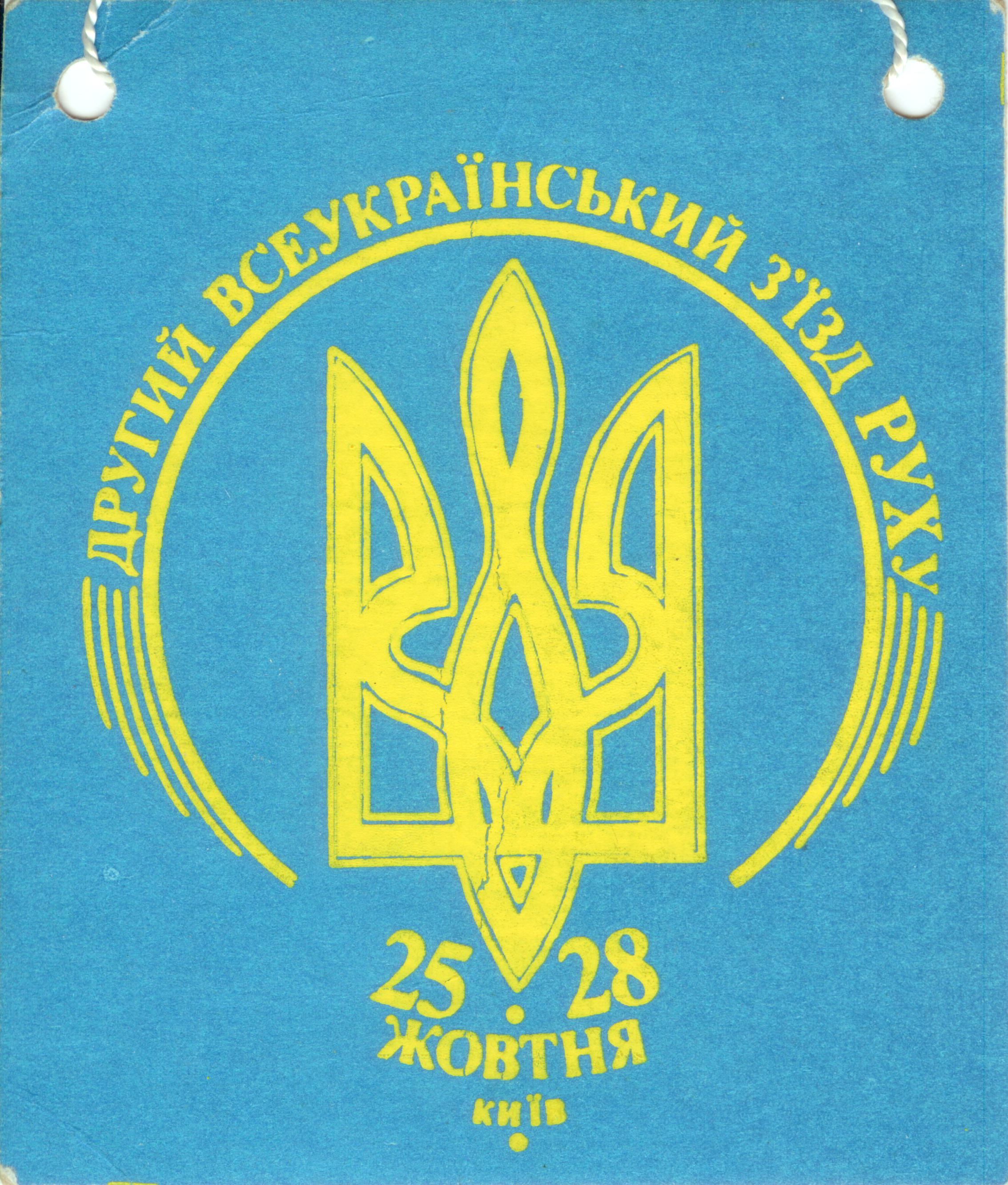

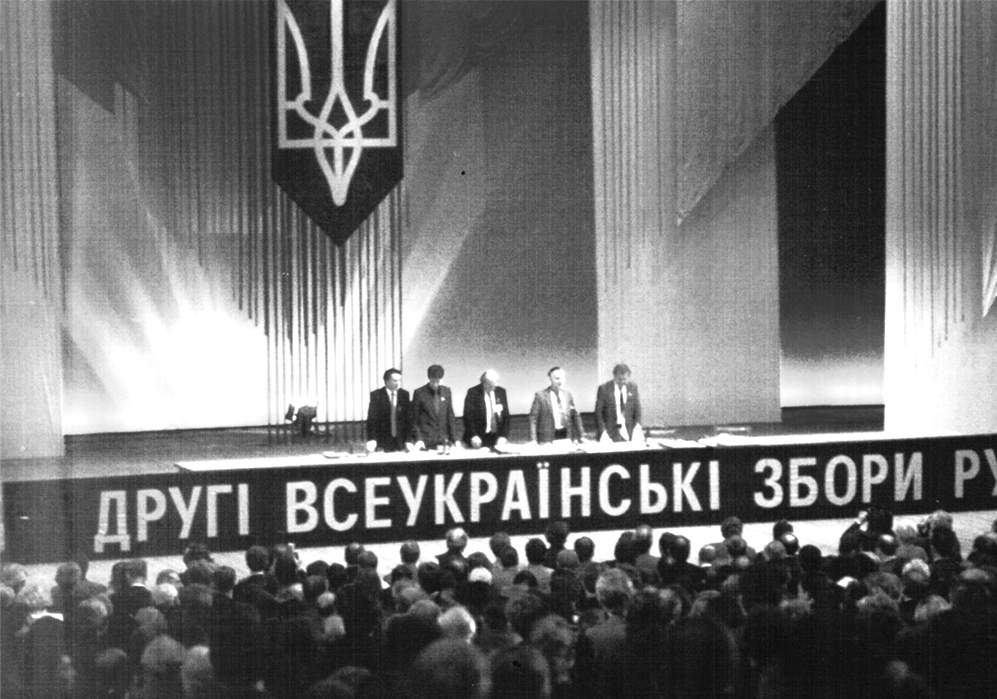
ІІ З'їзд Народного Руху України

II З'їзд Народного Руху України відбувся 25—28 жовтня 1990 року у Києві.
До Програми Руху введене положення про головну мету Руху — досягнення незалежності України; з назви виключені слова «за перебудову».
Були обрані: голова Руху — Іван Драч, заступники — Михайло Горинь, Олександр Лавринович; Центральний провід Руху (19 осіб); Секретаріат (голова — В. Бурлаков), Політрада (голова — Михайло Горинь), Координаційна рада (голова — Микола Поровський); Рада колегій (голова — Володимир Черняк, Іван Заєць), Рада національностей (голова — О. Бураковський).
Відбулася перша спроба об'єднати навколо Руху новостворені партії — УРП та ДемПУ; для цього був запроваджений інститут асоційованого членства у Русі. Однак ці партії відмовилися від асоційованого членства у Русі.